# Piek (geluidsreductieprogramma)
Piek is een in Nederland toegepast geluidsreductieprogramma.
Sinds de verruiming van de Winkeltijdenwet in 1996 is er voor winkels de mogelijkheid tot 22:00 de deuren te openen. Hierdoor zijn ook transporteurs flexibeler geworden in het bevoorraden van winkels. Mede door deze verruiming en de drukte in de spits, gaan vervoerders 's morgens voor de spits en 's avonds na de spits bevoorraden. Hierdoor kan ernstige geluidsoverlast ontstaan voor de omwonenden op ongepaste tijden. Deze geluidsoverlast kan onder andere ontstaan door draaiende motoren van voertuigen en koelinstallaties, het dichtslaan van deuren of lawaaiige meeneemheftrucks.
Om geluidsoverlast voor omwonenden te beperken is in 1998 het Besluit Detailhandel en Ambachtsbedrijven Milieubeheer van kracht geworden. In deze Algemene Maatregel van Bestuur zijn onder andere de voorschriften voor geluidsniveaus bij laden en lossen in de avond en nacht vastgesteld.
- Tussen 07:00 en 19:00 - Geen beperkingen
- Tussen 19:00 en 23:00 - Piekniveau 65 db
- Tussen 23:00 en 07:00 - Piekniveau 60 db

Uit onderzoek bleek dat deze piekniveaus werden overschreden tijdens het laden lossen. Daarom is in 1999 het meerjarenprogramma Piek opgezet door de ministeries van VROM, Economische Zaken en Verkeer en Waterstaat. Het programma Piek is uitgevoerd in samenwerking met het bedrijfsleven om ervoor te zorgen dat er voertuigen en laad- en losmiddelen ontwikkeld worden om stille distributie te bevorderen.
Inmiddels zijn er al ruim 60 verschillende stille producten op de markt om geluidsoverlast te beperken, van aangepaste rolcontainer tot stille opleggers.

## Keurmerk
Om zichtbaar te maken dat een voertuig stil is, is het Piek-logo te vinden op het voertuig. Stichting Piek-keur (een samenwerking tussen RAI Vereniging, BMWT en Focwa) maakt het certificeren mogelijk. Het Piek-certificaat wordt afgegeven, nadat uit de meting blijkt dat het product inderdaad aan de geluidsnormen voldoet. Ook is het keurmerk voor de controlerende instanties (denk bijvoorbeeld aan gemeenten) dat het voertuig aan de gestelde normen voldoet.